# Conférence épiscopale allemande
La Conférence épiscopale allemande (en allemand : Deutsche Bischofskonferenz, abrégé DBK) est une conférence épiscopale de l’Église catholique qui réunit les ordinaires des diocèses catholiques romains d’Allemagne. Les membres incluent les évêques diocésains, les coadjuteurs, les administrateurs diocésains et les évêques auxiliaires.
La conférence est représentée à la Commission des épiscopats de l’Union européenne (COMECE). Son président participe également au Conseil des conférences épiscopales d’Europe (CCEE), avec une petite quarantaine d’autres membres.
Georg Bätzing, évêque de Limbourg, est élu le 3 mars 2020 président de la conférence, par l’assemblée plénière de l’épiscopat réunie à Mayence.

## Historique

### Première rencontre
Une première rencontre des évêques allemands a lieu à Wurtzbourg en 1848, du 22 octobre au 16 novembre. Elle ne débouche pas cependant sur la création d’une « conférence épiscopale » (le terme étant défini bien après), même si les évêques de certaines régions organisent ensuite des réunions régulières — en Bavière et autour de Cologne notamment.

### Création officielle
La conférence épiscopale est établie en 1867, à Fulda ; sa première réunion a lieu du 16 au 21 octobre de l’année. Elle se voulait une réunion des évêques de langue allemande, mais les évêques autrichiens ont dû rester à l’écart pour des raisons politique. Elle reçoit le 30 septembre 1867 l’approbation du pape Pie IX — chose que n’avait pas reçu la réunion de 1848.

### Réunions suivantes
Il est prévu au début de réunir les évêques tous les deux ans, et la réunion suivante a lieu du 1er au 6 septembre. Une majorité des réunions a lieu à Fulda, mais certaines se tiennent ailleurs. Aucune réunion n’a lieu de 1875 à 1880 en raison du Kulturkampf. Les évêques de Bavière se réunissent cependant indépendamment, dans la Conférence épiscopale de Freising (de).

### Statuts officiels
À la suite du décret Christus Dominus de 1965 qui définit ce qu’est une conférence épiscopale, des status sont votés et approuvés le 2 mars 1966. Les évêques de la République démocratique allemande sont cependant empêchés de participer aux réunions, et ils fondent alors la Conférence épiscopale de Berlin (de) ; elle est refusionnée en 1990 après la Réunification allemande.

## Présidents

### Conférence de Fulda
- Johannes von Geissel, cardinal-archevêque de Cologne (1848)
- Paul Melchers, cardinal-archevêque de Cologne (1867-1883)
- Philipp Krementz, cardinal-archevêque de Cologne (1884-1896)
- Georg von Kopp, cardinal prince-évêque de Breslau (1897-1913)
- Felix von Hartmann, cardinal-archevêque de Cologne (1914-1919)
- Adolf Bertram, cardinal prince-archevêque Breslau (1920-1945)

Les conférences de 1931 et 1932 interdisent aux catholiques d’adhérer au parti national-socialiste. En revanche, la conférence de 1933 qui se tient quelques jours après le vote de la loi des pleins pouvoirs, lève cette interdiction.
- Josef Frings, cardinal-archevêque de Cologne (1945-1965)

### Conférence des évêques allemands
- Julius Döpfner, cardinal, archevêque de Munich et Freising (1965-1976)
- Joseph Höffner, cardinal, archevêque de Cologne (1976-1987)
- Karl Lehmann, cardinal, évêque de Mayence (1987-2008)
- Robert Zollitsch, archevêque de Fribourg-en-Brisgau (18 février 2008- 12 mars 2014 )
- Reinhard Marx, cardinal, archevêque de Munich et Freising[5] (12 mars 2014-3 mars 2020)
- Georg Bätzing, évêque du diocèse de Limbourg (depuis le 3 mars 2020)[3]

## Sanctuaires
La conférence épiscopale a désigné un sanctuaire national, le sanctuaire Notre-Dame d’Altötting.